# Herbert Chapman
Herbert Chapman (Kiveton Park, 19 gennaio 1878 – Londra, 6 gennaio 1934) è stato un calciatore e allenatore di calcio inglese, ritenuto tra i manager più importanti della storia del calcio inglese e famoso in particolar modo per aver introdotto nel mondo del calcio la tattica del sistema.

## Carriera da calciatore
Nonostante suo padre lavorasse in una miniera di carbone, riuscì a frequentare il college arrivando alla laurea in ingegneria. Iniziò allo stesso tempo a giocare a calcio in alcune squadre di dilettanti approdando alle serie maggiori nel 1901. Giocò nel Northampton Town, nello Sheffield United, nel Notts County e nel Tottenham. In quest'ultima squadra mise a segno undici reti nella stagione 1905-'06 della Southern League.
La sua carriera calcistica fu relativamente modesta. In occasione di molti dei suoi trasferimenti da una squadra all'altra, Chapman si cercò un posto da ingegnere nella stessa città del suo nuovo club.
Anche suo fratello Harry giocò a calcio, con miglior successo: nel primo decennio del secolo vestì infatti la maglia dello Sheffield Wednesday, col quale vinse due titoli nazionali e la FA Cup. Ebbe anche una breve carriera da allenatore, dirigendo per una stagione lo Hull City, ma morì a soli trentasette anni nel 1916.

## Carriera da allenatore

### Northampton Town
Chapman nel 1907 tornò al Northampton come giocatore-allenatore e riuscì a condurre la squadra alla vittoria della Southern League nonostante al momento del suo arrivo questa occupasse l'ultima posizione in classifica. Nelle tre stagioni successive portò la squadra sempre fra le prime quattro.

### Leeds city
Nel 1912 passò al Leeds City (oggi Leeds Utd), ottenendo per prima cosa la riammissione della squadra alla Football League. Sfiorò la promozione in First Division nel 1914.
Durante la prima guerra mondiale la squadra fu coinvolta in una serie di irregolarità finanziarie che portò alla dissoluzione del club nel 1919 con una squalifica per vari dirigenti. Chapman evitò le sanzioni poiché nel periodo incriminato non aveva avuto il diretto controllo della squadra: era infatti coinvolto nel comune sforzo bellico, e si occupava di una fabbrica di munizioni.

### Huddersfield Town
Nel settembre 1920 passò allo Huddersfield Town come segretario, diventandone allenatore nel marzo successivo. Fino al 1925 guidò la squadra nel miglior periodo di tutta la sua storia, con le vittorie in FA Cup nel 1922, in campionato nel 1924 e nel 1925. Dopo la sua partenza per l'Arsenal la squadra riuscì, vincendo anche nel 1926, ad essere la prima squadra inglese ad aver vinto tre campionati consecutivi.
Il sistema
Nel giugno 1925 accadde un fatto che permise a Chapman di entrare nella storia del calcio: l'IFAB modificò la regola del fuorigioco, passando dal fuorigioco cosiddetto "a 3 uomini" a quello a 2. Mentre in precedenza, affinché un giocatore fosse in gioco, al momento dell'effettuazione del passaggio doveva avere davanti a sé tre giocatori, ora ne erano sufficienti solamente due (di solito un difensore e il portiere). Quella stessa estate infatti Chapman passò all'Arsenal e l'attaccante Charlie Buchan gli suggerì di retrocedere il centromediano in posizione difensiva per far fronte alla superiorità numerica in attacco che la nuova regola favoriva.
Dallo storico 2-3-5, Chapman abbassò le due mezzali d'attacco sulla trequarti, mentre il centromediano venne arretrato dal centrocampo alla difesa e gli furono assegnati compiti di marcatura sul centravanti avversario: era nato lo stopper.

### Arsenal
Nel 1926 l'Arsenal arrivò secondo, perdendo l'anno successivo la finale di FA Cup. Chapman perseverò nell'applicare la sua tattica portando la squadra negli anni trenta ai vertici del calcio inglese, grazie anche a campioni come Cliff Bastin, David Jack, Alex James e Eddie Hapgood.
Nel 1930 arrivò il primo titolo, quello di FA Cup contro l'Huddersfield Town, seguito dalle vittorie in campionato nel 1931 (la prima in assoluto per una squadra del sud dell'Inghilterra), bissando il successo nel 1933.

### Nazionale inglese
In quello stesso anno Chapman diresse anche la nazionale inglese, in un'unica occasione, il 13 maggio 1933, affrontando l'Italia allo Stadio del PNF di Roma (l'incontro terminò per 1-1 con reti di Ferrari e Bastin). Chapman, che in quell'occasione divenne il primo allenatore professionista a guidare la nazionale inglese, non poté effettuare lui stesso le convocazioni, che erano determinate da un apposito comitato interno della Football Association. Riuscì tuttavia ad importare il suo modulo tattico anche in quell'ambito: il sistema di Chapman rimase la tattica stabilmente adottata dalla nazionale inglese sino a tutti gli anni cinquanta.
Chapman morì improvvisamente nel 1934, a soli 55 anni, dopo che aveva assistito ad una partita di riserve in una giornata umida e ventosa, ancora convalescente per un brutto raffreddore, che si trasformò in polmonite. La sua squadra vinse poi il campionato quell'anno e anche il successivo.
In nove anni all'Arsenal Chapman totalizzò 403 panchine, con 201 vittorie e oltre 800 reti segnate.
Le sue spoglie riposano nella Hendon Parish Church, a nord di Londra.

## L'eredità di Chapman

Il pallone a spicchi, tra le innovazioni introdotte da Chapman

Chapman fu uno dei primi allenatori di calcio nel senso moderno del termine: egli si prendeva infatti cura della squadra da tutti i punti di vista. Oltre alle sue invenzioni tattiche, Chapman fu anche un pioniere della preparazione atletica nel calcio, istituendo un severo programma di allenamento e facendo ricorso a fisioterapisti.
Chapman fu uno spirito innovativo anche all'esterno del terreno di gioco: fu infatti tra i primi sostenitori dell'uso dei riflettori per le partite in notturna. Introdusse l'uso dei palloni da calcio a spicchi bianchi e neri, che permettevano una miglior visibilità della sfera, e dei numeri sul dorso delle maglie dei giocatori. Modificò inoltre la casacca dell'Arsenal, passando da un completo rosso, colore che era utilizzato da un gran numero di squadre, ad una maglia rossa con maniche e calzoncini bianchi. Questa casacca, introdotta prima di un incontro con il Liverpool il 4 marzo 1933, è tuttora la divisa casalinga ufficiale dei Gunners.
In ricordo dei suoi successi con la squadra, l'Arsenal gli ha dedicato un busto in bronzo realizzato da Jacob Epstein. Il busto è stato nel vecchio stadio di Highbury sino alla sua chiusura, nel 2006 e ora si trova nell'ingresso marmoreo del nuovo Emirates Stadium di Londra. È l'unico allenatore dell'Arsenal ad avere ricevuto questo onore.

## Statistiche

### Statistiche da allenatore
| Stagione                 | Squadra                  | Campionato               | Campionato | Campionato | Campionato | Campionato | Coppe nazionali | Coppe nazionali | Coppe nazionali | Coppe nazionali | Coppe nazionali | Coppe continentali | Coppe continentali | Coppe continentali | Coppe continentali | Coppe continentali | Altre coppe | Altre coppe | Altre coppe | Altre coppe | Altre coppe | Totale | Totale | Totale | Totale | % Vittorie | Piazzamento |
| Stagione                 | Squadra                  | Comp                     | G          | V          | N          | P          | Comp            | G               | V               | N               | P               | Comp               | G                  | V                  | N                  | P                  | Comp        | G           | V           | N           | P           | G      | V      | N      | P      | %          | Piazzamento |
| ------------------------ | ------------------------ | ------------------------ | ---------- | ---------- | ---------- | ---------- | --------------- | --------------- | --------------- | --------------- | --------------- | ------------------ | ------------------ | ------------------ | ------------------ | ------------------ | ----------- | ----------- | ----------- | ----------- | ----------- | ------ | ------ | ------ | ------ | ---------- | ----------- |
| 1907-1908                | Northampton Town         | SL                       | 38         | 15         | 11         | 12         | FACup           | 1               | 0               | 0               | 1               | -                  | -                  | -                  | -                  | -                  | -           | -           | -           | -           | -           | 39     | 15     | 11     | 13     | 38,46      | 8º          |
| 1908-1909                | Northampton Town         | SL                       | 40         | 25         | 5          | 10         | FACup           | 2               | 0               | 1               | 1               | -                  | -                  | -                  | -                  | -                  | -           | -           | -           | -           | -           | 42     | 25     | 6      | 11     | 59,52      | 1º          |
| 1909-1910                | Northampton Town         | SL                       | 42         | 22         | 4          | 16         | FACup           | 4               | 1               | 2               | 1               | -                  | -                  | -                  | -                  | -                  | CS          | 1           | 0           | 0           | 1           | 47     | 23     | 6      | 18     | 48,94      | 4º          |
| 1910-1911                | Northampton Town         | SL                       | 38         | 18         | 12         | 8          | FACup           | 3               | 1               | 1               | 1               | -                  | -                  | -                  | -                  | -                  | -           | -           | -           | -           | -           | 41     | 19     | 13     | 9      | 46,34      | 2º          |
| 1911-1912                | Northampton Town         | SL                       | 38         | 22         | 7          | 9          | FACup           | 4               | 2               | 1               | 1               | -                  | -                  | -                  | -                  | -                  | -           | -           | -           | -           | -           | 42     | 24     | 8      | 10     | 57,14      | 3º          |
| Totale Northampton Town  | Totale Northampton Town  | Totale Northampton Town  | 196        | 102        | 39         | 55         |                 | 14              | 4               | 5               | 5               |                    | -                  | -                  | -                  | -                  |             | 1           | 0           | 0           | 1           | 211    | 106    | 44     | 61     | 50,24      |             |
| 1912-1913                | Leeds City               | SD                       | 38         | 15         | 10         | 13         | FACup           | ?               | ?               | ?               | ?               | -                  | -                  | -                  | -                  | -                  | -           | -           | -           | -           | -           | 0      | 0      | 0      | 0      | —          | 6º          |
| 1913-1914                | Leeds City               | SD                       | 38         | 20         | 7          | 11         | FACup           | ?               | ?               | ?               | ?               | -                  | -                  | -                  | -                  | -                  | -           | -           | -           | -           | -           | 0      | 0      | 0      | 0      | —          | 4º          |
| 1914-1915                | Leeds City               | SD                       | 38         | 14         | 4          | 20         | FACup           | ?               | ?               | ?               | ?               | -                  | -                  | -                  | -                  | -                  | -           | -           | -           | -           | -           | 0      | 0      | 0      | 0      | —          | 15º         |
| Totale Leeds City        | Totale Leeds City        | Totale Leeds City        | 114        | 49         | 21         | 44         |                 | ?               | ?               | ?               | ?               |                    | -                  | -                  | -                  | -                  |             | -           | -           | -           | -           | 114    | 49     | 21     | 44     | 42,98      |             |
| 1921-1922                | Huddersfield Town        | FD                       | 42         | 15         | 9          | 18         | FACup           | 9               | 6               | 3               | 0               | -                  | -                  | -                  | -                  | -                  | -           | -           | -           | -           | -           | 51     | 21     | 12     | 18     | 41,18      | 14º         |
| 1922-1923                | Huddersfield Town        | FD                       | 42         | 21         | 11         | 10         | FACup           | 5               | 2               | 2               | 1               | -                  | -                  | -                  | -                  | -                  | CS          | 1           | 1           | 0           | 0           | 48     | 24     | 13     | 11     | 50,00      | 3º          |
| 1923-1924                | Huddersfield Town        | FD                       | 42         | 23         | 11         | 8          | FACup           | 3               | 2               | 0               | 1               | -                  | -                  | -                  | -                  | -                  | -           | -           | -           | -           | -           | 45     | 25     | 11     | 9      | 55,56      | 1º          |
| 1924-1925                | Huddersfield Town        | FD                       | 42         | 21         | 16         | 5          | FACup           | 1               | 0               | 0               | 1               | -                  | -                  | -                  | -                  | -                  | -           | -           | -           | -           | -           | 43     | 21     | 16     | 6      | 48,84      | 1º          |
| Totale Huddersfield Town | Totale Huddersfield Town | Totale Huddersfield Town | 168        | 80         | 47         | 41         |                 | 18              | 10              | 5               | 3               |                    | -                  | -                  | -                  | -                  |             | 1           | 1           | 0           | 0           | 187    | 91     | 52     | 44     | 48,66      |             |
| 1925-1926                | Arsenal                  | FD                       | 42         | 22         | 8          | 12         | FACup           | 6               | 3               | 2               | 1               | -                  | -                  | -                  | -                  | -                  | -           | -           | -           | -           | -           | 48     | 25     | 10     | 13     | 52,08      | 2º          |
| 1926-1927                | Arsenal                  | FD                       | 42         | 17         | 9          | 16         | FACup           | 7               | 5               | 1               | 1               | -                  | -                  | -                  | -                  | -                  | -           | -           | -           | -           | -           | 49     | 22     | 10     | 17     | 44,90      | 11º         |
| 1927-1928                | Arsenal                  | FD                       | 42         | 13         | 15         | 14         | FACup           | 5               | 4               | 0               | 1               | -                  | -                  | -                  | -                  | -                  | -           | -           | -           | -           | -           | 47     | 17     | 15     | 15     | 36,17      | 10º         |
| 1928-1929                | Arsenal                  | FD                       | 42         | 16         | 13         | 13         | FACup           | 5               | 3               | 1               | 1               | -                  | -                  | -                  | -                  | -                  | -           | -           | -           | -           | -           | 47     | 19     | 14     | 14     | 40,43      | 9º          |
| 1929-1930                | Arsenal                  | FD                       | 42         | 14         | 11         | 17         | FACup           | 8               | 6               | 2               | 0               | -                  | -                  | -                  | -                  | -                  | -           | -           | -           | -           | -           | 50     | 20     | 13     | 17     | 40,00      | 14º         |
| 1930-1931                | Arsenal                  | FD                       | 42         | 28         | 10         | 4          | FACup           | 3               | 1               | 1               | 1               | -                  | -                  | -                  | -                  | -                  | CS          | 1           | 1           | 0           | 0           | 46     | 30     | 11     | 5      | 65,22      | 1º          |
| 1931-1932                | Arsenal                  | FD                       | 42         | 22         | 10         | 10         | FACup           | 6               | 5               | 0               | 1               | -                  | -                  | -                  | -                  | -                  | CS          | 1           | 1           | 0           | 0           | 49     | 28     | 10     | 11     | 57,14      | 2º          |
| 1932-1933                | Arsenal                  | FD                       | 42         | 25         | 8          | 9          | FACup           | 1               | 0               | 0               | 1               | -                  | -                  | -                  | -                  | -                  | -           | -           | -           | -           | -           | 43     | 25     | 8      | 10     | 58,14      | 1º          |
| 1933-gen. 1934           | Arsenal                  | FD                       | 23         | 14         | 6          | 3          | FACup           | -               | -               | -               | -               | -                  | -                  | -                  | -                  | -                  | CS          | 1           | 1           | 0           | 0           | 24     | 15     | 6      | 3      | 62,50      | -           |
| Totale Arsenal           | Totale Arsenal           | Totale Arsenal           | 359        | 171        | 90         | 98         |                 | 41              | 27              | 7               | 7               |                    | -                  | -                  | -                  | -                  |             | 3           | 3           | 0           | 0           | 403    | 201    | 97     | 105    | 49,88      |             |
| Totale carriera          | Totale carriera          | Totale carriera          | 837        | 402        | 197        | 238        |                 | 73+             | 41+             | 17+             | 15+             |                    | -                  | -                  | -                  | -                  |             | 5           | 4           | 0           | 1           | 915    | 447    | 214    | 254    | 48,85      |             |

#### Nazionale
| Cronologia completa delle presenze e delle reti in nazionale ― Inghilterra | Cronologia completa delle presenze e delle reti in nazionale ― Inghilterra | Cronologia completa delle presenze e delle reti in nazionale ― Inghilterra | Cronologia completa delle presenze e delle reti in nazionale ― Inghilterra | Cronologia completa delle presenze e delle reti in nazionale ― Inghilterra | Cronologia completa delle presenze e delle reti in nazionale ― Inghilterra | Cronologia completa delle presenze e delle reti in nazionale ― Inghilterra | Cronologia completa delle presenze e delle reti in nazionale ― Inghilterra |
| Data                                                                       | Città                                                                      | In casa                                                                    | Risultato                                                                  | Ospiti                                                                     | Competizione                                                               | Reti                                                                       | Note                                                                       |
| -------------------------------------------------------------------------- | -------------------------------------------------------------------------- | -------------------------------------------------------------------------- | -------------------------------------------------------------------------- | -------------------------------------------------------------------------- | -------------------------------------------------------------------------- | -------------------------------------------------------------------------- | -------------------------------------------------------------------------- |
| 13-5-1933                                                                  | Roma                                                                       | Italia                                                                     | 1 – 1                                                                      | Inghilterra                                                                | Amichevole                                                                 | Cliff Bastin                                                               |                                                                            |
| Totale                                                                     |                                                                            | Presenze                                                                   | 1                                                                          |                                                                            | Reti                                                                       | 1                                                                          |                                                                            |

## Palmarès

### Allenatore
- Campionato inglese: 4

Huddersfield Town: 1923-1924, 1924-1925
Arsenal: 1930-1931, 1932-1933
- Coppa d'Inghilterra: 2

Huddersfield Town: 1921-1922
Arsenal: 1929-1930
- Charity Shield: 4

Huddersfield Town: 1922
Arsenal: 1930, 1931, 1933
- Southern Football League: 1

Northampton Town: 1908-1909

### Individuale
- 9ª miglior allenatore della storia del calcio World Soccer: 2013[2][3]
- 24ª miglior allenatore della storia del calcio France Football: 2019[4]

### Videografia
- Federico Buffa, Federico Buffa Racconta: Arpad Weisz - Dallo scudetto ad Auschwitz, Sky Sport, 2013.